# Callilepis concolor
Callilepis concolor är en spindelart som beskrevs av Simon 1914. Callilepis concolor ingår i släktet Callilepis och familjen plattbuksspindlar. Inga underarter finns listade.